# Прорізний провулок (Житомир)
Прорізний провулок — провулок у Корольовському районі міста Житомира. 

## Характеристики
Розташований у центральній частині міста, в Старому місті, в межах кварталу, утвореного вулицями Київською, Гоголівською, Князів Острозьких та Хлібною. Г-подібний на плані. Бере початок від вулиці Князів Острозьких, прямує на південний захід, затим повертає на південний схід. Завершується як під'їзд до будинку № 9 по вулиці Гоголівській. 
Забудова провулка представлена одно-, двоповерховими житловими будинками на декілька квартир. Провулок зусібіч оточений багатоповерховою забудовою.

## Історичні відомості
Сформувався до середини ХІХ століття як проїзд від Київського шляху (Київської вулиці) до хутора, що розміщувався орієнтовно на перехресті нинішніх вулиць Князів Острозьких та Гоголівської. На плані міста 1852 року обабіч проїзду показані декілька садиб.   
Забудова провулка сформувалася на рубежі ХІХ та ХХ століть. Історична назва провулка — Пігулевський (Пігулевського) — походить від прізвища домовласника у провулку.  
До 1960-х років провулок виконував з'єднувальну функцію для відокремлених одна від іншої ділянок Крошенської вулиці, одна з яких прямувала з півдня до Гоголівської вулиці, інша прямувала з Київської вулиці на північ.  
У 1980-х роках внаслідок забудови кварталу багатоповерхівками провулок значно скоротився та втратив значну частину старої забудови. Вихід провулка до вулиць Київської та Гоголівської втрачено через будівництво дев'ятиповерхових багатоквартирних житлових будинків № 74 по вулиці Київській та № 9/57 по вулиці Гоголівській.   